# Grave Digger (monster truck)

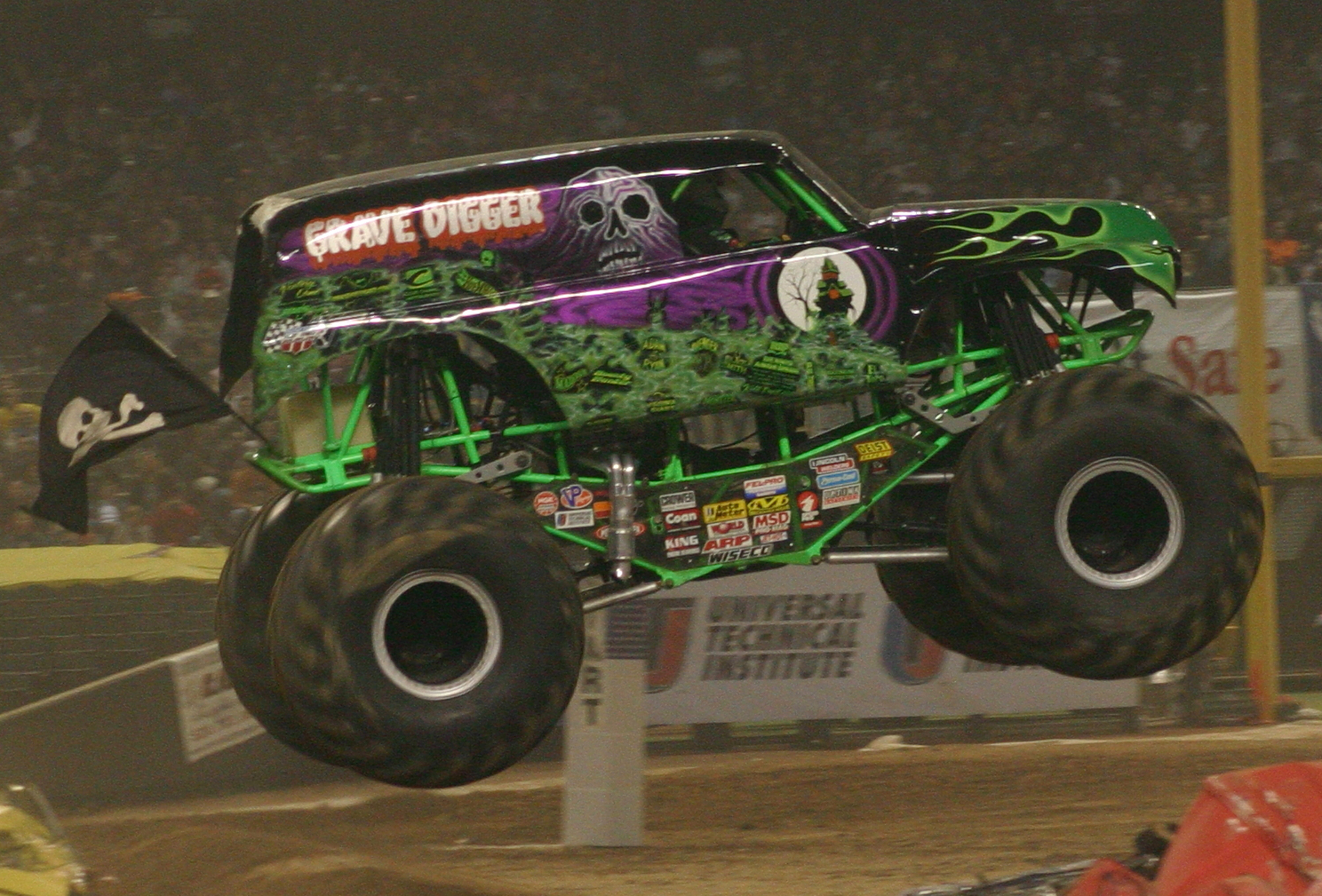
Grave Digger.

Grave Digger (o semplicemente Digger) è un team di monster truck che attualmente gareggia nella serie USHRA Monster Jam usando delle auto modificate su base Ford Panel camion del 1951. Creato nel 1982, il Grave Digger è addirittura più vecchio della competizione stessa, in quanto le competizioni di Monster Truck conosciute con il nome di Monster Jam sono iniziate nel 1992, 10 anni dopo.
Esistono molti modelli di Digger, e vi sono molti piloti a guidarli, ma il più rappresentativo è Dennis Anderson.
La livrea del Grave Digger è di un colore nero con un teschio e una casa stregata, mentre il telaio e alcuni dettagli sulla scocca sono verdi.

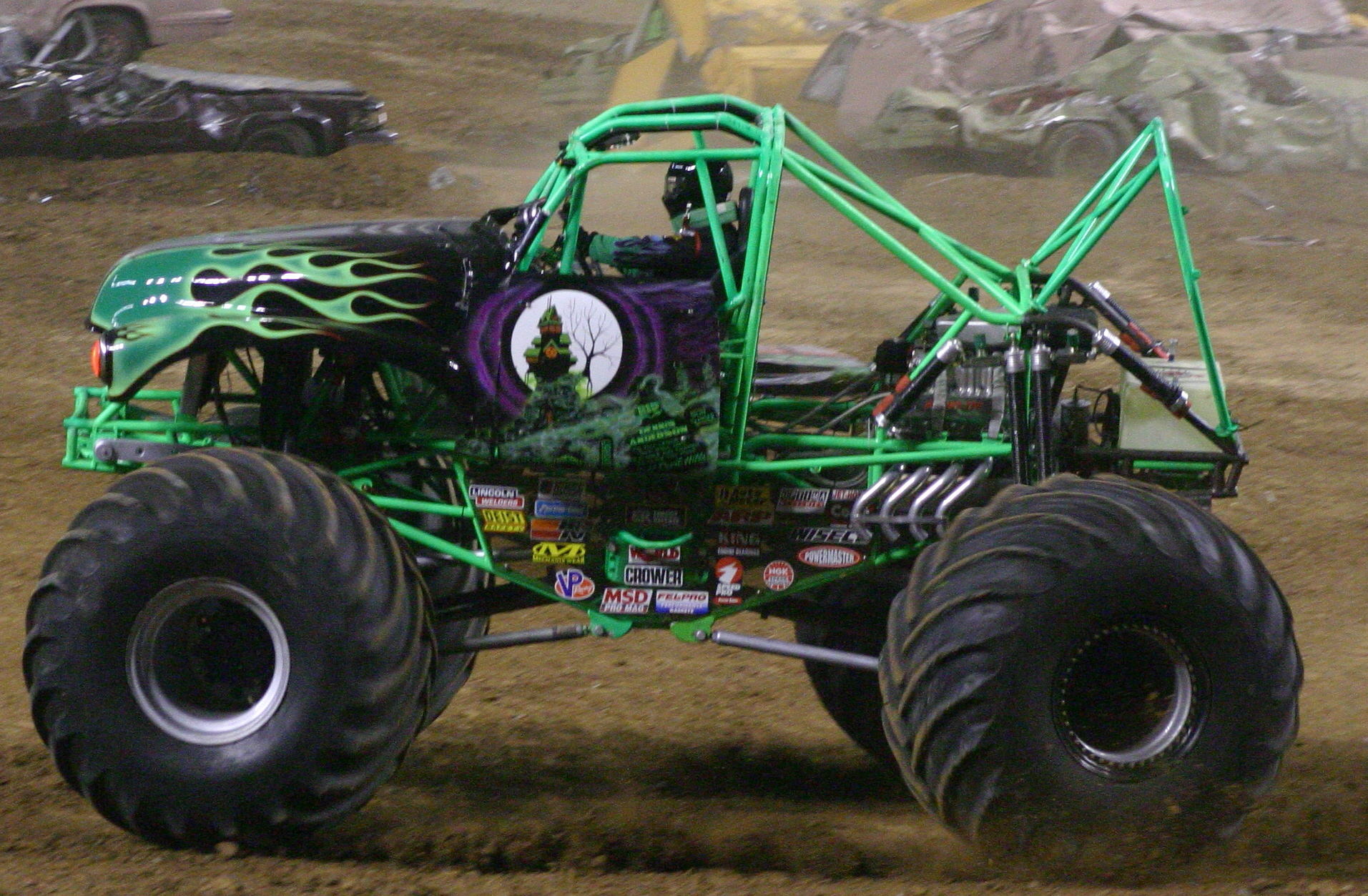
Un Digger senza hard-top.

## Altre versioni

### Son-Uva Digger
Il Son-Uva Digger è un truck su base Ford Panel in versione camion del 1951, ha però la carrozzeria di una Willys MB; è guidato da un solo monster truck driver ed ha le fiancate decorate con una discarica invasa dai rottami di Monster truck avversari sconfitti nelle competizioni, insieme alle vecchie versioni del Digger.

### Grave Digger The Legend
La versione The Legend è sempre su base camion Ford Panel del 1951 ma è sotto le spoglie di un Ford F-150; ha una livrea grigio-blu con la scritta «Grave Digger The Legend».

## Piloti[4][5][6]
| Monster truck driver | Monster truck           |
| --- | ----------------------- |
| - Dennis Anderson - Randy Brown - Charlie Pauken - Chad Tingler - Gary Porter - Carl Van Horn - Pablo Huffaker - Jon Zimmer | Grave Digger            |
| Ryan Anderson | Son-Uva Digger          |
| Adam Anderson | Grave Digger The Legend |